# Synchronicity II
Singles de The Police
Wrapped Around Your Finger
(1983) King of Pain
(1984)
Pistes de Synchronicity
Miss Gradenko Every Breath You Take
Synchronicity II est une chanson du groupe The Police enregistrée en 1983 et incluse en sixième position dans l'album Synchronicity. Cette chanson est décrite par People Weekly comme « agressive ».
Cette chanson est numéro 17 au hit parade anglais et numéro 16 au Billboard Hot 100 en décembre 1983.
La face B comprend le titre inédit Once Upon a Daydream.

## Signification de la chanson
La chanson, dont le titre fait référence à la théorie de la synchronicité de Carl Jung, raconte l'histoire d'un mari et père tourmenté dont la vie familiale et professionnelle est terrible et déprimante.

## Musiciens
- Sting : Basse, chant
- Andy Summer : Guitare, claviers
- Stewart Copeland : Batterie